# Erannis curvilineata
Erannis curvilineata är en fjärilsart som beskrevs av Edward Alfred Cockayne 1952. Erannis curvilineata ingår i släktet Erannis och familjen mätare. Inga underarter finns listade i Catalogue of Life.